# ساوامورا کونیتارو
ساوامورا کونیتارو (انگلیسی: Kunitarō Sawamura؛ ۱ ژوئن ۱۹۰۵ – ۲۶ نوامبر ۱۹۷۴) یک هنرپیشه اهل ژاپن بود.
از فیلم‌ها یا برنامه‌های تلویزیونی که وی در آن نقش داشته است می‌توان به دروازه جهنم اشاره کرد.